# Dysartia
Dysartia là một chi ruồi trong họ Chloropidae. Chúng được xem là một loài thiên địch, gây hại lên trứng của các loài châu chấu.

## Các loài
- D. latigena Sabrosky 1991

Danh sách này không đầy đủ, bạn cũng có thể giúp mở rộng danh sách.